# 女子短期大学
女子短期大学（じょしたんきだいがく、英: Women's Junior College）とは、女性を対象とした原則として女性だけ入学することが認められる短期大学である。省略すると女子短大。

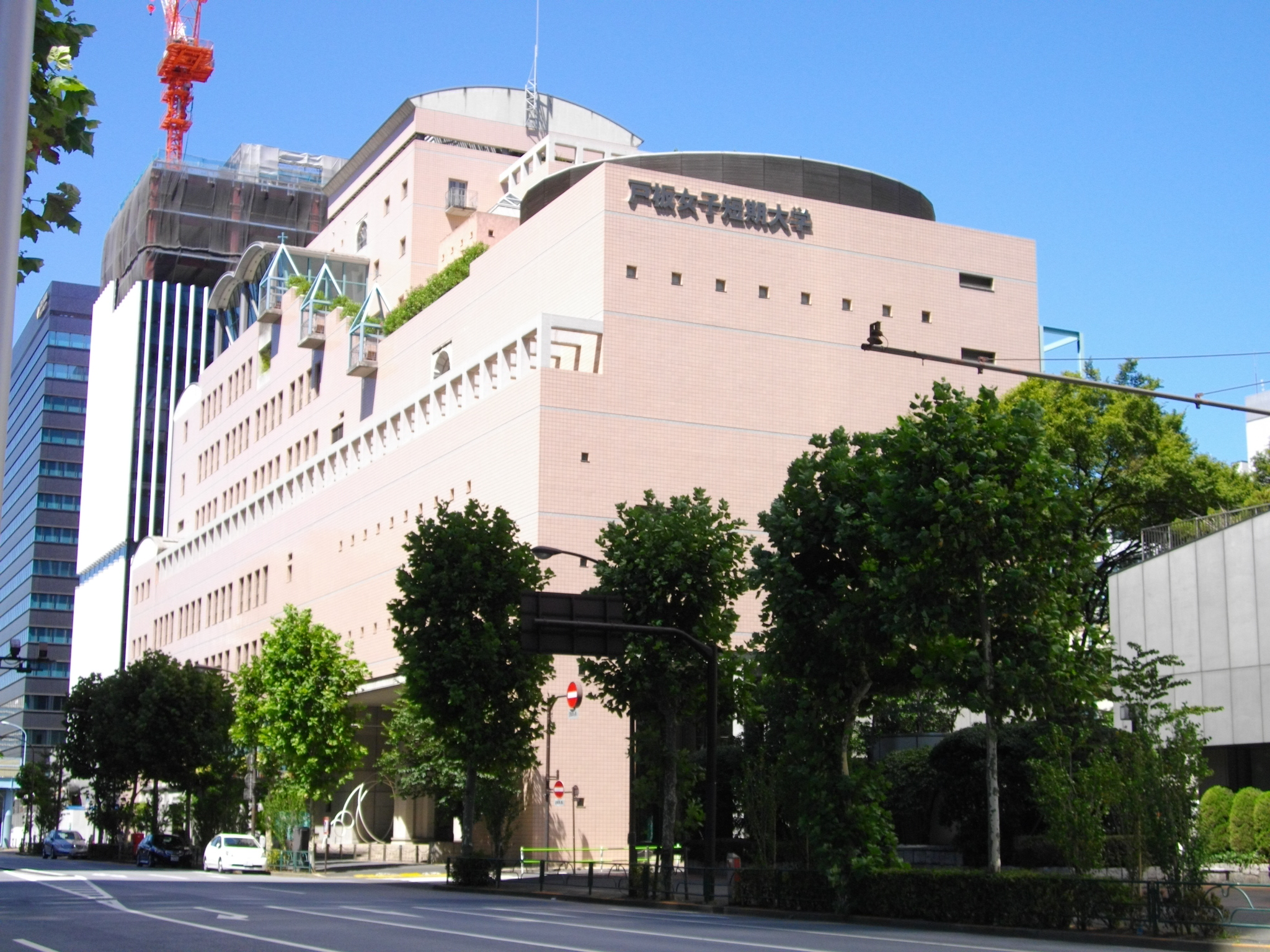
東京都港区にある戸板女子短期大学、2011年撮影

## 概要
戦前、女性は家事をするのが主流であり、当時女子教育を行う学校であった高等女学校や旧制女子専門学校では家政学を教えていた。1920年代頃でいう女子学校では大妻高等女学校や実践女子専門学校といった家政学を学ぶ学校が多かった。また、家政学部の他に国文学部と英文学部を置いていた日本女子大学校（現在の日本女子大学）や女子英學塾（後の津田英学塾）といった外国語を教える学校もあった。
1950年に短期大学発足当初と同じくして女子短期大学が開学し、女性は20代半ばまでに結婚することが多かった時代に家政学・人文科学系の学科が多く設置されていたため、女性が選ぶ進学先に女子短期大学が定着した。当初149校の短期大学が発足したうち、約3分の1が旧制女子専門学校を前身としている。この背景には、戦前男子を対象とした高等教育と比べ、女子は制限された教育内容であったため、戦後に女子の高等教育の必要性と見直しが議論されるようになり、女子を対象とした高等教育機関への門戸開放が一つの目的であったと考えられる。また、旧制女子専門学校を前身とする短期大学の発足当初の学科構成のうち多くが家政科や被服科といった家政系の学科を設置している。これは、戦前の女子専門学校の「良妻賢母」の育成と実科高等女学校教員資格の取得を前提とした教育を継承している結果である。戦後、女性の制約が多い中で創設された女子短期大学は女性への高等教育の普及によって教育需要が高まり、女性の社会進出を促す大きな役割を果たす。
短期大学発足当初の1950年には男子学生数が女子学生数を上回っているが、1954年には女子短大のみならず短期大学全体で男女別学生数の逆転が起きている。即ち、1950年当初は社会科学・工業系学科に学生が集中していたが、1954年の逆転後は家政系分野へ学生が集中している。1950年から1953年の短期大学草創期にあたるこの時代は1954年から訪れる第一次高度経済成長を控えていた為、政府や産業界から短期大学の中堅技術者養成・職業人養成としての役割への期待が高まっており、加えて女子高等教育機関としての役割を期待される一面も持っていた。
1947年以降から新学制による性別役割分業の同一な男女共修が進められた。職業科のうち1科目であった「家庭科」により、女子は裁縫など家庭科教育を受け、1949年名称を「職業科及び家庭科」、1951年「職業・家庭科」へと変え、高校進学の進路も男子は農業・水産・工業など、女子は商業・看護などに分かれ、普通科でも男子校と女子校があり、共学校においても文系と理系に分かれた。加えて、女子を対象とした短期大学の存在も性的役割分担の固定化に一定の役割を果たしたと言われる。
高度経済成長期から安定成長期の間に、男性と結婚して家庭を支えることを前提に考えられた雇用形態となっていた時代に女性の仕事は雑務や補助的な仕事が多く、四年制大学へ進学しても就職先が少なかった。一方で、短期大学卒業であれば推薦で企業に入社できたため、女子学生の就職率は短期大学のほうが高かった。逆に四大卒の場合は教育職か公務員しか仕事が見つからなかった。1968年の時点で男子学生数の約4.5倍の数へと女子学生数が増加し、新設された短期大学220校のうち205校が私立短期大学であったが、その多くが女子短期大学として開学されている。
1980年代前半までは女性が教員などを除き女子短大を卒業して民間企業（特に大企業）の一般事務職へ就職する方が多かった。1985年に男女雇用機会均等法が制定され、新たに一般職と総合職という二つの職種が出来ると、特に女子短大や女子大は、女子の役職である一般職に就職しやすいため、バブル期には女子の進学先として人気を集めた。1993年には学校数、女子学生数共にピークを迎え、第2次ベビーブーム世代と同じくして女子の短大進学率は1994年の24.9%がピークでその後下降を続けている。
バブル景気が過ぎて平成不況に入り経費削減や、1996年に労働者派遣法改正で派遣社員が増加し、特に大企業では男女区別なく総合職のみに限定して採用を行い、地域総合職が事務だけの一般職を廃止し銀行や証券会社を中心に設立されたため、女子短期大学の人気は低迷した。

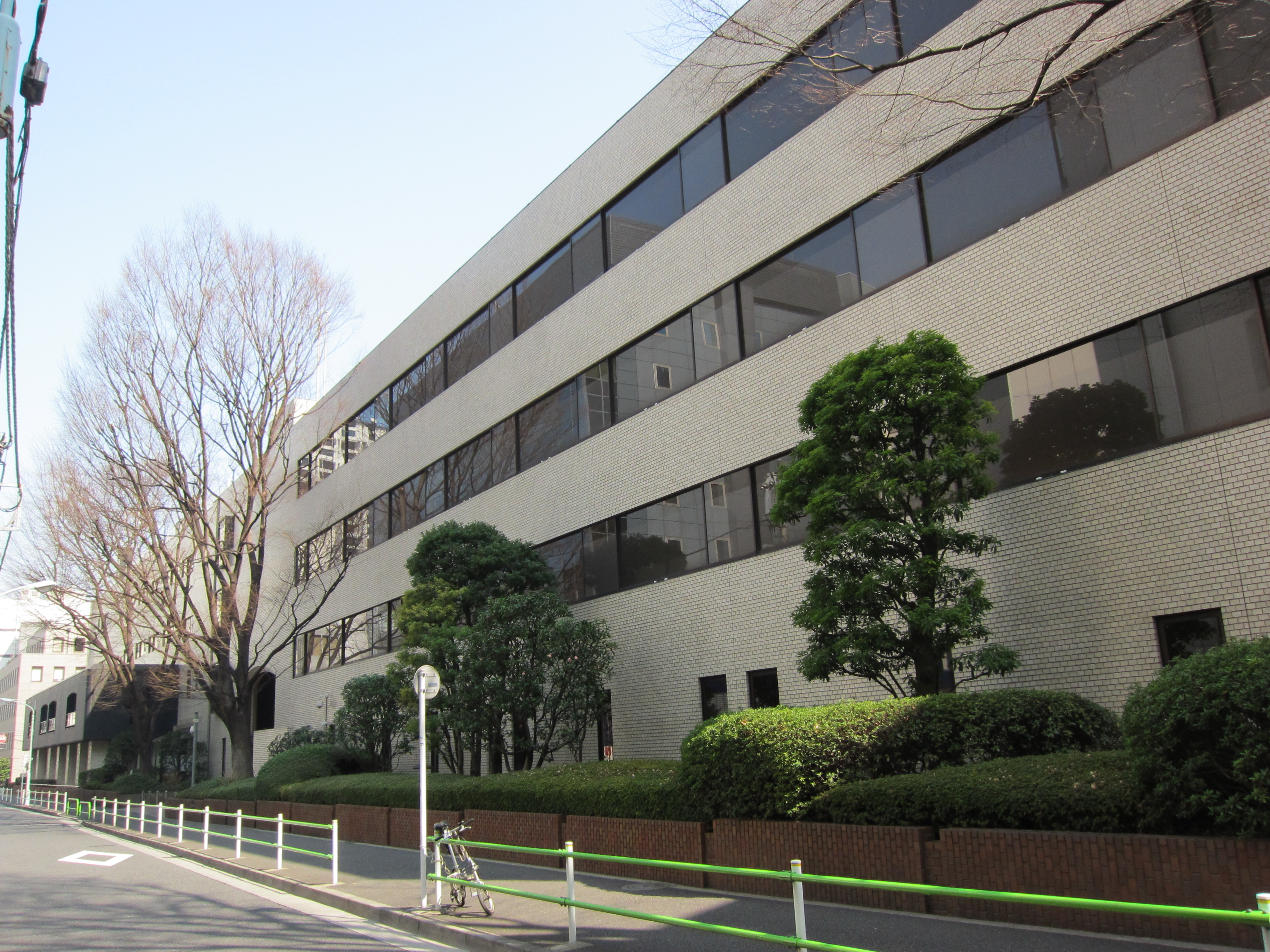
山脇学園校舎

以って、都内で有力とされていた女子短期大学が相次いで廃止されている。2001年には学習院女子短期大学、2007年には明治大学短期大学と成城大学短期大学部、2011年には山脇学園短期大学が廃止に、2021年には立教女学院短期大学、さらに青山学院女子短期大学が2019年度以降の学生募集を停止し2022年に廃止された。過去に共学化や同学校法人が運営する大学への統合も少なくない。
過去には、英文学や国文学の教育にも力を入れていたが、近年では、家政学を継承している生活科学や、保育士を育成する保育学といった教育に重点を置いている女子短期大学が目立っている。

## 前身の旧制女子専門学校
- 京浜女子家政理学専門学校（1943年）→京浜女子短期大学→鎌倉女子大学短期大学部
- 光華女子専門学校（1944年）→光華女子短期大学→京都光華女子大学短期大学部
- 東京女子体育専門学校（1944年）→東京女子体育短期大学
- 岐阜女子専門学校（1946年）→岐阜専門学校→岐阜短期大学→岐阜市立女子短期大学
- 戸板女子専門学校（1946年）→戸板女子短期大学
- 西南女学院専門学校（1946年）→西南女学院短期大学→西南女学院大学短期大学部
- 和歌山女子専門学校（1947年）→和歌山女子短期大学→和歌山信愛女子短期大学
- 玉手山女子専門学校（1947年）→玉手山女子短期大学→関西女子短期大学

以下は既に廃止
- 活水女子専門学校（1919年）→活水女子短期大学
- 梅花女子専門学校（1922年）→梅花短期大学→梅花女子大学短期大学部
- 日本女子体育専門学校（1926年）→日本女子体育短期大学
- 東京家政専門学校（1927年）→東京家政学院短期大学
- 千代田女子専門学校（1927年）→武蔵野女子短期大学→武蔵野女子学院短期大学→武蔵野女子大学短期大学部
- 聖路加女子専門学校（1927年）→興健女子専門学校→聖路加女子専門学校→聖路加短期大学（現・聖路加国際大学）
- 相愛女子専門学校（1928年）→相愛女子短期大学
- 日本女子高等商業学校（1929年）→日本女子経済短期大学→嘉悦女子短期大学→嘉悦大学短期大学部
- 青山学院女子専門部（1933年）→青山学院女子専門学校→青山学院女子短期大学
- 明治女子専門学校（1944年）→明治大学短期大学部→明治大学短期大学
- 恵泉女子農芸専門学校（1945年）→恵泉女学園専門学校→恵泉女学園短期大学→恵泉女学園園芸短期大学
- 大和農芸女子専門学校（1945年）→大和農芸家政短期大学→大和学園女子短期大学→聖セシリア女子短期大学
- 白百合女子専門学校（1946年）→白百合短期大学（現・白百合女子大学）
- 日本赤十字女子専門学校（1946年）→日本赤十字女子短期大学→日本赤十字中央女子短期大学（現・日本赤十字看護大学）
- 藤女子専門学校（1947年）→藤女子短期大学
- 札幌天使女子厚生専門学校（1947年）→天使厚生短期大学→天使女子短期大学（現・天使大学）
- 横浜山手女学院専門学校（1947年）→フェリス女学院専門学校→フェリス女学院短期大学（現・フェリス女学院大学）
- 松蔭女子専門学校（1947年）→松蔭短期大学→松蔭女子学院短期大学→神戸松蔭女子学院短期大学→神戸松蔭女子学院大学短期大学部
- 鈴峯女子専門学校（1947年）→鈴峯女子短期大学
- 純心女子専門学校（1947年）→純心女子短期大学→長崎純心大学短期大学部